# Trichobatrachus robustus
Trichobatrachus robustus är en groddjursart som beskrevs av George Albert Boulenger 1900. Trichobatrachus robustus ingår i släktet Trichobatrachus och familjen Arthroleptidae. IUCN kategoriserar arten globalt som livskraftig. Inga underarter finns listade i Catalogue of Life.